# 德韦尔日
德韦尔日（法語：Deux-Verges，法語發音：[dø vɛʁʒ]）是法国康塔尔省的一个市镇，位于该省东南部，属于圣弗卢尔区。

## 地理
德韦尔日（44°48'24"N, 3°1'25"E）面积11.2 平方千米，位于法国奥弗涅-罗讷-阿尔卑斯大区康塔爾省，该省份为法国中南部省份，位于法國中央高原中心，北起科雷兹省、上盧瓦爾省和多姆山省，西接洛特省和科雷兹省，南至阿韦龙省和洛特省，东临上盧瓦爾省和洛泽尔省。
与德韦尔日接壤的市镇（或旧市镇、城区）包括：昂泰里约、绍德赛格、雅布兰、圣雷米德绍德赛格。

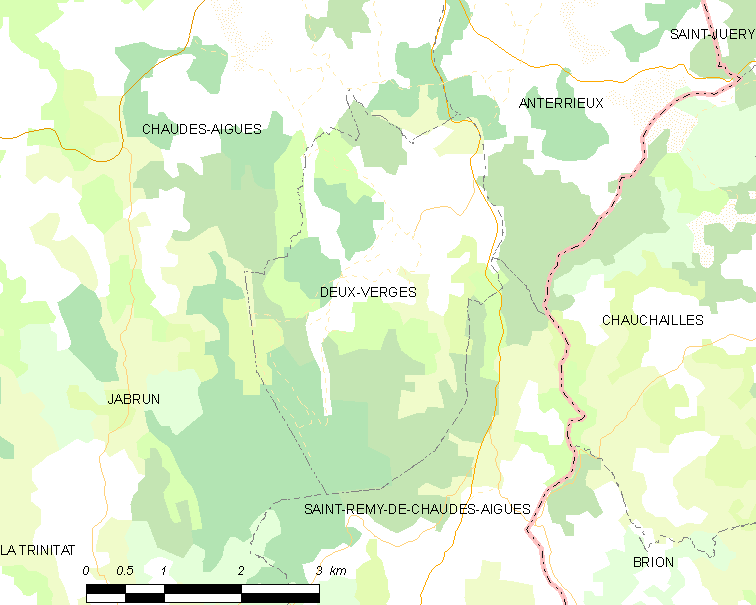
德韦尔日的OSM定位图

德韦尔日的时区为UTC+01:00、UTC+02:00（夏令时）。

## 行政
德韦尔日的邮政编码为15110，INSEE市镇编码为15060。

## 政治
德韦尔日所属的省级选区为特吕耶尔河畔讷韦格利斯县。

## 人口

1962-2008年间德韦尔日人口变化图示

德韦尔日于2022年1月1日时的人口数量为53人。